# Alberto Ruiz (Tour of Duty)
Alberto Ruiz is een personage uit de Amerikaanse dramaserie Tour of Duty. Ruiz is Private 1st Class van het tweede peloton van de Bravocompagnie aan het begin van de serie, en gepromoveerd naar Specialist-4 aan het einde van de serie.

## Biografie
Ruiz werd geboren op Long Wood Avenue in de Bronx. Zijn vader ging ervandoor toen hij nog een baby was waardoor hij enkel werd opgevoed door zijn moeder. Op zijn tiende vond hij het lichaam van zijn, door een overdosis heroïne, overleden neef. Na de oorlog kreeg hij een baan als magazijnmedewerker.

## Onderscheidingen

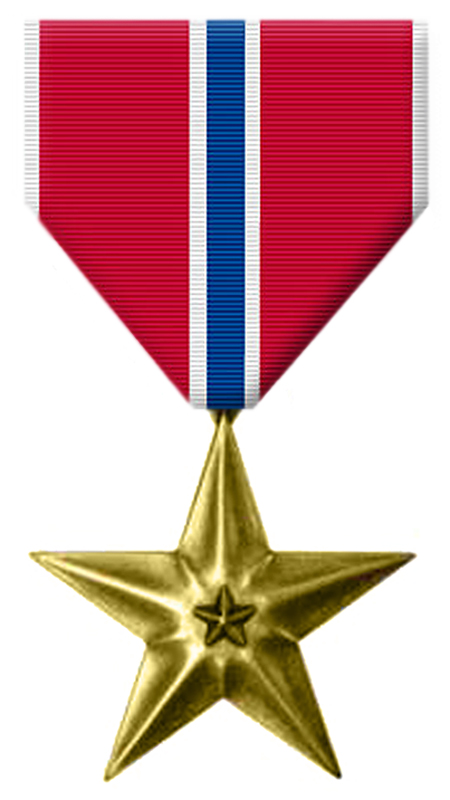
Bronze Star - Tweemaal ontvangen.
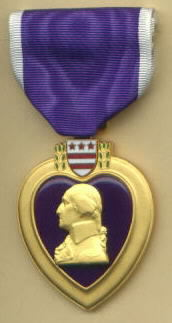
Purple Heart - Eenmaal ontvangen.
National Defence Service Medal - Eenmaal ontvangen.
Combat Infantry Badge - Eenmaal ontvangen.